# Tiffany Pictures

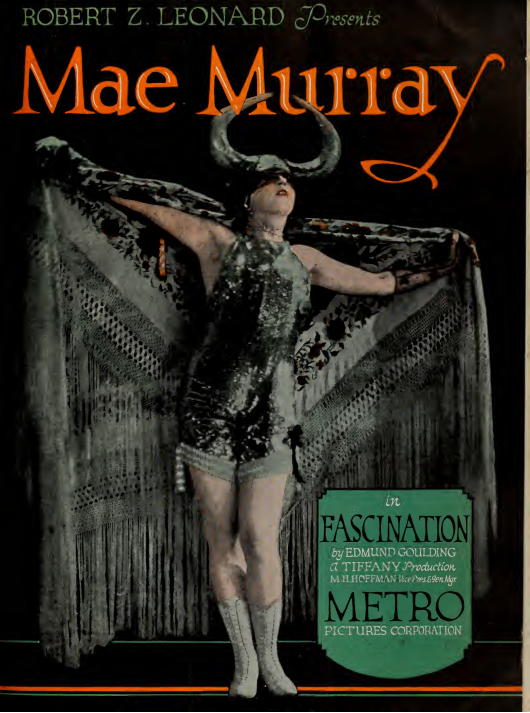
Mae Murray dans Fascination, un des films de Tiffany Productions

Tiffany Pictures (connue aussi sous le nom Tiffany Productions) est un studio de cinéma américain, actif de 1921 à 1932.

## Historique
Tiffany Productions est fondée en 1921 par Mae Murray, une vedette de cinéma, Robert Z. Leonard, un réalisateur, son mari à l'époque, et Maurice H. Hoffman.
Tiffany a produit et/ou distribué de nombreux films, y compris après l'avènement du parlant, dont un nombre non négligeable de Westerns. À une époque, Tiffany distribuait ses films dans près de 2 500 salles.
La société acquiert les anciens Reliance-Majestic Studios (en) sur Sunset Boulevard en 1927. De 1927 à 1930, John M. Stahl devient le directeur de la société et renomme celle-ci Tiffany-Stahl Productions.
Tiffany Pictures fut poursuivi en justice par Tiffany & Co. pour utilisation frauduleuse de la marque. En effet, ils utilisaient des slogans comme Un autre joyau de Tiffany.
Après la disparition de la société en 1932, Metro-Goldwyn-Mayer acheta l'ensemble des négatifs originaux au nitrate, et cette collection disparut lors de la séquence de l'incendie d'Atlanta dans Autant en emporte le vent.

## Filmographie

### Tiffany Pictures ou Tiffany Productions
- 1922 : Au Paon de Robert Z. Leonard
- 1922 : La Rose de Broadway (Broadway Rose) de Robert Z. Leonard
- 1922 : Fascination de Robert Z. Leonard
- 1923 : Fashion Row de Robert Z. Leonard
- 1923 : The French Doll de Robert Z. Leonard
- 1923 : La Folie du jazz (Jazzmania) de Robert Z. Leonard
- 1924 : Circe The Enchantress de Robert Z. Leonard
- 1924 : Mademoiselle Midnight de Robert Z. Leonard
- 1925 : Morals For Men de Bernard H. Hyman
- 1925 : Souls for Sables de James C. McKay
- 1925 : Borrowed Finery de Oscar Apfel
- 1925 : The Sporting Chance d'Oscar Apfel
- 1926 : Lost at Sea de Louis J. Gasnier
- 1926 : Sin Cargo de Louis J. Gasnier
- 1926 : Out of the Storm de  Louis J. Gasnier
- 1926 : College Days de Richard Thorpe
- 1926 : Fools of Fashion de James C. McKay
- 1926 : Josselyn's Wife de Richard Thorpe
- 1926 : That Model from Paris de Louis J. Gasnier
- 1926 : Pleasures of the Rich de Louis J. Gasnier
- 1926 : Morganson's Finish de Fred Windermere
- 1926 : The Lodge in the Wilderness d'Henry McCarty
- 1926 : Redheads Preferred de Alan Dale
- 1927 : The Beauty Shoppers  réalisé par Louis Gasnier
- 1929 : Border Romance de Richard Thorpe
- 1930 : Mamba d'Albert S. Rogell
- 1930 : The Utah Kid de Richard Thorpe
- 1930 : Hot Curves de Norman Taurog
- 1930 : Sunny Skies de Norman Taurog
- 1930 : The Third Alarm de Emory Johnson
- 1930 : Just Like Heaven de R. William Neill
- 1930 : Le Quartier des amoureux (Peacock Alley) de Marcel de Sano
- 1930 : Journey's End de James Whale
- 1930 : The Medicine Man de Scott Pembroke
- 1930 : Trois de la cavalerie (Troopers Three) de Norman Taurog
- 1930 : Épouses à louer (Borrowed Wives) de Frank Strayer
- 1930 : Paradise Island de Bert Glennon
- 1930 : Under Montana Skies de Richard Thorpe
- 1930 : Near the Rainbow's End de J. P. McGowan
- 1930 : Le Chanteur du ranch (The Oklahoma Cyclone) de John P. McCarthy
- 1930 : The Swellhead de James Flood
- 1930 : De Woild's Champeen de Frank Strayer
- 1930 : Wings of Adventure de Richard Thorpe
- 1930 : Extravagance de Phil Rosen
- 1930 : The Thoroughbred de Richard Thorpe
- 1930 : Kathleen Mavourneen d'Albert Ray
- 1930 : Pour le droit et pour l'honneur (Fighting Thru) de William Nigh
- 1931 : Ex-Bartender de Frank R. Strayer
- 1931 : The Ridin' Fool de John P. McCarthy
- 1931 : La Loi du ranch (Range Law) de Phil Rosen
- 1931 : The Single Sin de William Nigh
- 1931 : Le Défilé du Diable (The Two Gun Man) de Phil Rosen
- 1931 : Les Volontaires de la mort (Branded Men) de Phil Rosen
- 1931 : Le Reportage tragique (X Marks the Spot) de Erle C. Kenton
- 1931 : One Punch O'Toole de Sig Neufeld
- 1931 : Le Tueur de l'Arizona (Arizona Terror) de Phil Rosen
- 1931 : Justiciers du Texas (Alias The Bad Man) de Phil Rosen
- 1931 : Command Performance de Walter Lang
- 1931 : Caught Cheating de Frank R. Strayer
- 1931 : The Drums of Jeopardy de George B. Seitz
- 1931 : The Sunrise Trail de John P. McCarthy
- 1931 : Left Over Ladies de Erle C. Kenton
- 1931 : The Pocatello Kid de Phil Rosen
- 1931 : Morals for Women de Mort Blumenstock
- 1931 : Murder at Midnight de Frank Strayer
- 1932 : Lena Rivers de Phil Rosen
- 1932 : Sunset Trail de B. Reeves Eason

### Tiffany-Stahl Productions
- 1927 : Wild Geese de Phil Goldstone
- 1927 : Streets of Shanghai de Louis J. Gasnier
- 1927 : The Haunted Ship de Forrest Sheldon
- 1927 : Night Life de George Archainbaud
- 1927 : One Hour of Love de Robert Florey
- 1927 : Cheaters de Oscar Apfel
- 1927 : Women's Wares de Arthur Gregor
- 1927 : The Broken Gate de James C. McKay
- 1927 : The First Night de Richard Thorpe
- 1927 : Once and Forever de Phil Goldstone
- 1927 : Snowbound de Phil Goldstone
- 1927 : Backstage de Phil Goldstone
- 1927 : The Girl from Gay Paree de Phil Goldstone
- 1927 : Lightning de James C. McKay
- 1927 : Husband Hunters de John G. Adolfi
- 1927 : Beauty Shoppers de Louis J. Gasnier
- 1927 : The Tired Business Man d'Allan Dale
- 1927 : The Enchanted Island de William G. Crosby
- 1927 : The Princess from Hoboken (en) de Allan Dale
- 1928 : Nameless Men de W. Christy Cabanne
- 1928 : The Tragedy of Youth de George Archainbaud
- 1928 : The Devil's Skipper (it) de John G. Adolfi
- 1928 : Their Hour de Alfred Raboch
- 1928 : The Gun Runner de Edgar Lewis
- 1928 : The Toilers de Reginald Barker
- 1928 : Lingerie de George Melford
- 1928 : The Grain of Dust de George Archainbaud
- 1928 : The Cavalier de Irvin V. Willat
- 1928 : The Scarlet Dove de Arthur Gregor
- 1928 : The Albany Night Boat de Alfred Raboch
- 1928 : The Man in Hobbles de George Archainbaud
- 1928 : The House of Scandal de King Baggot
- 1928 : The Power of Silence de Wallace Worsley
- 1928 : A Woman Against the World de George Archainbaud
- 1928 : Bachelor's Paradise de George Archainbaud
- 1928 : Green Grass Widows (en) de Alfred Raboch
- 1928 : In a Persian Garden
- 1928 : The Naughty Duchess (en) de Tom Terriss
- 1928 : The Physician (en) de Georg Jacoby
- 1928 : The Wrecker (en) de Geza Von Bolvary
- 1928 : Tropical Nights de Elmer Clifton
- 1928 : Stormy Waters de Edgar Lewis
- 1928 : Clothes Make the Woman de Tom Terriss
- 1928 : Prowlers of the Sea de John G. Adolfi
- 1928 : Ladies of the Night Club de George Archainbaud
- 1928 : Beautiful but Dumb de Elmer Clifton
- 1928 : The Floating College de George J. Crone
- 1928 : Domestic Meddlers de James Flood
- 1928 : Marriage by Contract de James Flood
- 1928 : George Washington Cohen de George Archainbaud
- 1929 : The Voice Within de George Archainbaud
- 1929 : The Lost Zeppelin de Edward Sloman
- 1929 : New Orleans (it) de Reginald Barker
- 1929 : Woman to Woman (en) de Victor Saville
- 1929 : A Festival of Bagdad
- 1929 : A Japanese Carnival
- 1929 : Broadway Fever de Eddie Cline
- 1929 : Hawaiian Love Call
- 1929 : In a Chinese Temple Garden
- 1929 : Jungle Drums
- 1929 : Lucky Boy de Norman Taurog
- 1929 : Melody
- 1929 : Midstream de James Flood
- 1929 : Mister Antonio de James Flood
- 1929 : Molly and Me d'Albert Ray
- 1929 : My Lady's Past d'Albert Ray
- 1929 : Painted Faces d'Albert S. Rogell
- 1929 : The Devil's Apple Tree de Elmer Clifton
- 1929 : The Love Charm (en)
- 1929 : The Rainbow de Reginald Barker
- 1929 : The Spirit of Youth de Walter Lang
- 1929 : Two Men and a Maid de George Archainbaud
- 1929 : Whispering Winds de James Flood
- 1930 : Journey's End de James Whale